# No More Tears (Enough Is Enough)
«No More Tears (Enough is Enough)» (en español: Ya no llores (es demasiado)) es una canción de 1979, escrita por Paul Jabara y Bruce Roberts, producida por Giorgio Moroder y Gary Klein e interpretada por Donna Summer y Barbra Streisand. Se clasifica en los géneros pop, disco,  soul, Hi NRG y R&B. 
Logró alcanzar el número 1 en las lista de sencillos en los Estados Unidos. También fue un éxito internacional, y obtuvo la primera posición en el Reino Unido.
Summer y Streisand jamás interpretaron la canción juntas en vivo después de grabarla. Sin embargo, Summer sí cantó la canción con varias artistas como Tina Arena y su hermana Mary Gaines Bernard, e Streisand incluyó un extracto de la canción en 2012 en una gira en Brooklyn y expresó su deseo de que Summer hubiera estado viva para cantarla con ella.[cita requerida]

## Versiones
- En 1993, Andy Bell y K d lang presentaron una versión de esta canción en la ceremonia de los Brit awards. Más tarde una versión en estudio fue incluida en la banda sonora de la película The Coneheads. Varias remezclas de este tema fueron incluidos en el sencillo de K d lang Lifted By Love.
- En 1994, Kym Mazelle y Jocelyn Brown lanzaron una versión de la canción que alcanzó el número 13 en las listas del Reino Unido.
- En 2003, Telma Hopkins (Phyllis) y Valerie Pettiford (Big Dee Dee), interpretaron la canción en el episodio "The Big Mother's of a Mother's Day Episode", en la comedia Half & Half.
- En 2004, Summer volvió a grabar la canción con el grupo irlandés Westlife para el álbum recopilatorio Discomania.
- En 2004, Diana DeGarmo realizó una versión de la canción en American Idol.
- En 2008, Amber y Zelma Davis colaboraron en una versión de la canción.
- En 2008, Ruth Lorenzo realizó una versión de la canción en The X Factor (Reino Unido) durante la semana de la música disco.
- En 2013, Sam Bailey realiza una versión de la canción en The X Factor (Reino Unido) durante la Semana 4/semana de música disco.

## Versiones en vivo
- "Enough is enough" fue incluida en el popurrí de Liza Minnelli y The Demond Divas, en 1993, en la gira "Liza Minnelli: Live from Radio City Music Hall".
- Donna Summer hizo una versión de la canción con Tina Arena en el concierto Live & More Encore!, de 1999. Para los fanes de Donna fue uno de los momentos más elogiados del concierto.
- Summer hizo la canción con Westlife en 2004.

## Sucesiones y precesiones
| Anterior: «Still»de The Commodores | Billboard Hot 100 — Sencillo Nro 1 27 de noviembre de 1979 — 1 de diciembre de 1979 | Siguiente: «Babe» de Styx |

| Anterior: «Beat of the Night/Pump It Up»de Fever | Billboard Hot Dance Club Play — Sencillo Nro 1 27 de noviembre de 1979 — 5 de diciembre de 1979 | Siguiente: «Deputy of Love» de Don Armando |

- Datos: Q2317968